# 심페로폴
심페로폴(러시아어: Симферополь, 우크라이나어: Сімферополь, 크림 타타르어: Акъмесджит / Aqmescit 아크메스지트, 문화어: 씸페로뽈)은 러시아와 우크라이나 간의 영토 분쟁 지역인 크림반도에 위치한 도시로 러시아 크림 공화국(사실상) 또는 우크라이나 크림 자치 공화국(국제적인 승인)의 수도이다. 농산물 가공업, 기계 제조업 등이 성하다.

## 역사

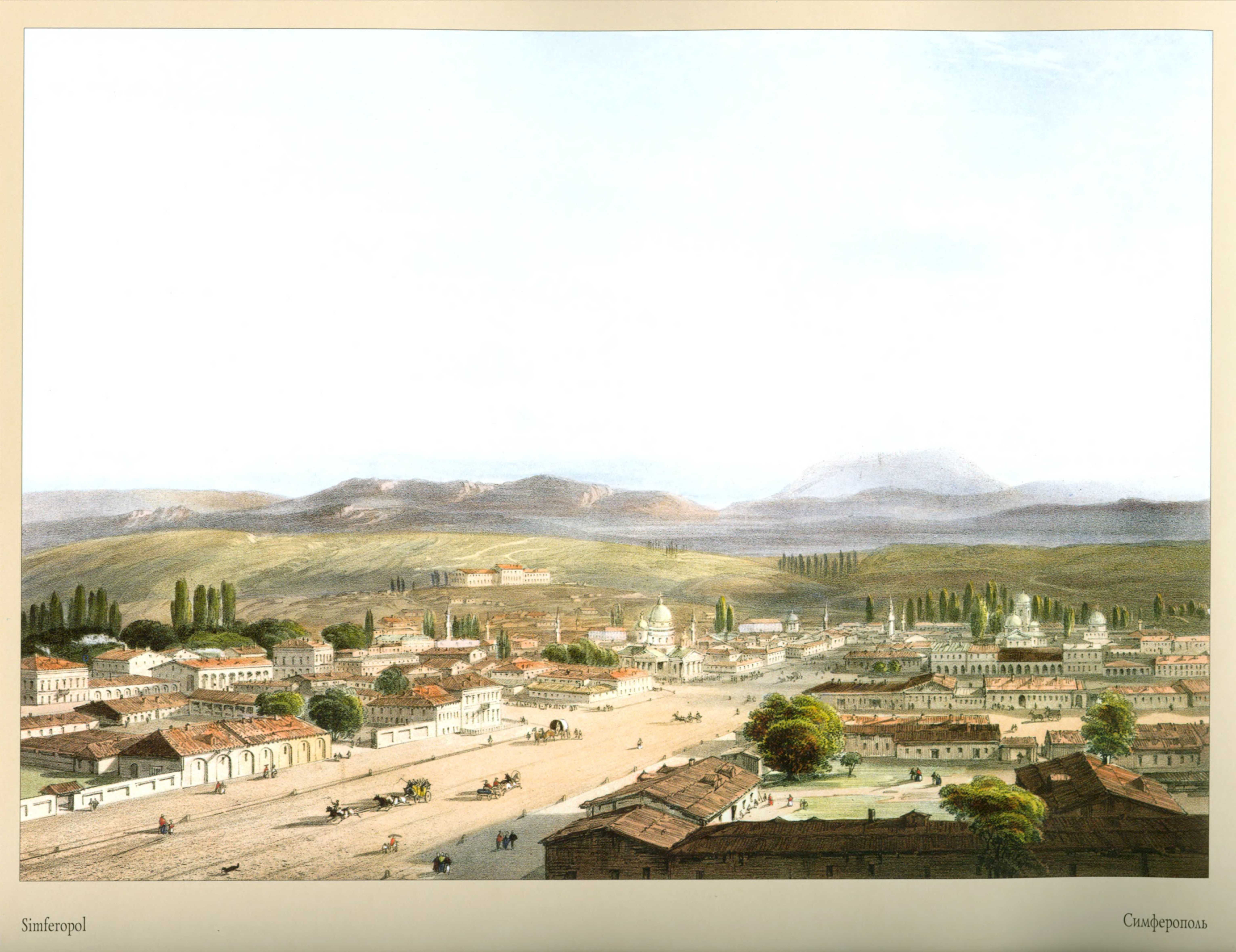
1856년의 심페로폴

스키타이의 도시로 출발해 크림 한국의 시대에는 아크메스지트("하얀 모스크"라는 뜻)라 불리다가, 1784년 러시아 제국의 영토가 된 뒤 지금의 이름으로 바뀌었다. 심페로폴은 "유용한 도시"라는 뜻을 가진 그리스어 단어인 '심페로폴리스'(그리스어: Συμφερόπολις)에서 유래된 이름이다.
크림 전쟁 때는 러시아의 후방 기지가 되어 부상병을 수용하는 장소가 되었다. 러시아 내전(內戰) 때는 백군 지도자 표트르 브란겔 남작의 본거지가 되었다가, 1920년 붉은 군대에 점령되었고, 이듬해 크림 소비에트 사회주의 자치 공화국(크림 타타르족의 공화국)이 출범하자 그 수도가 되었다.
1941년부터 1944년까지 나치 독일에 점령된 바 있다. 1944년 크림 타타르족이 중앙아시아로 추방되고 이 지역은 소비에트 연방 러시아 공화국 크림주의 도시가 되었다가, 1954년 크림주가 러시아 공화국에서 우크라이나 공화국의 관할로 넘어가면서 소비에트 연방 우크라이나 공화국의 도시가 되었다.
1991년 우크라이나의 독립과 함께 우크라이나령(領) 크림 자치 공화국의 수도가 되었다가, 2014년 크림 위기의 결과 러시아 연방의 실질적 통치에 있다.

## 교통

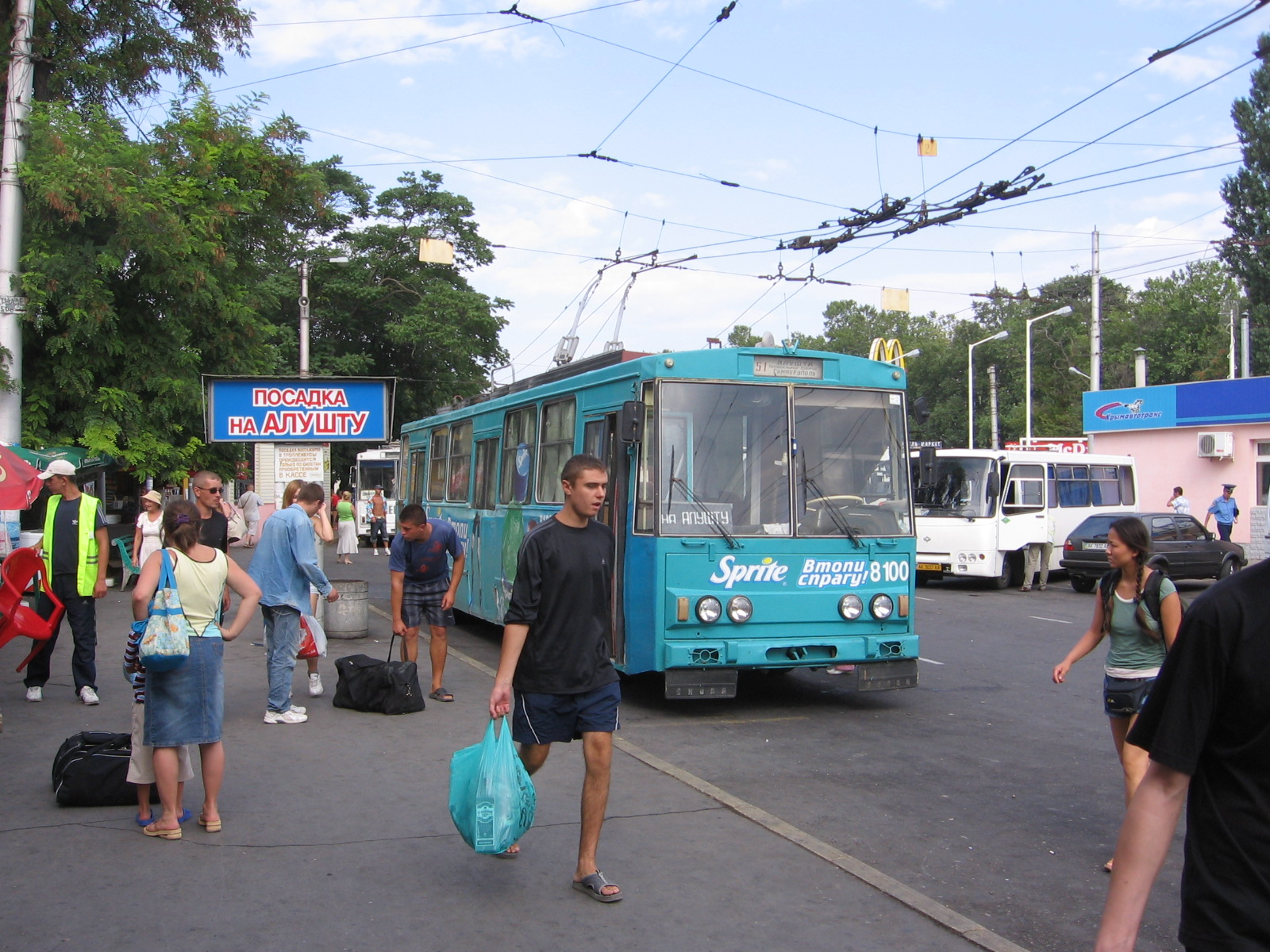
트롤리버스는 심페로폴과 얄타 사이를 운행한다

심페로폴에 1936년에 건설된 국제공항과 철도역이 있다. 또한 세바스토폴, 케르치, 얄타와 옙파토리야 등의 인근 도시로 통하는 버스 터미널도 있다. 한편 심페로폴을 통과하는 크림반도의 트롤리버스망은 길이 86km로 세계에서 가장 긴 트롤리버스 노선인데, 얄타에 있는 흑해 해변으로 연결된다.

## 인구
2001년 국세조사에 따르면 러시아인이 66.7%, 우크라이나인이 23.1%, 크림 타타르족이 7%, 벨라루스인 1.1%, 폴란드인 0.2%, 몰도바인 0.1%를 차지한다.

## 기후
| 심페로폴의 기후                                                  | 심페로폴의 기후 | 심페로폴의 기후 | 심페로폴의 기후 | 심페로폴의 기후 | 심페로폴의 기후 | 심페로폴의 기후 | 심페로폴의 기후 | 심페로폴의 기후 | 심페로폴의 기후 | 심페로폴의 기후 | 심페로폴의 기후 | 심페로폴의 기후 | 심페로폴의 기후 |
| 월                                                               | 1월             | 2월             | 3월             | 4월             | 5월             | 6월             | 7월             | 8월             | 9월             | 10월            | 11월            | 12월            | 연간            |
| ---------------------------------------------------------------- | --------------- | --------------- | --------------- | --------------- | --------------- | --------------- | --------------- | --------------- | --------------- | --------------- | --------------- | --------------- | --------------- |
| 역대 최고 기온 °C (°F)                                           | 20.8 (69.4)     | 21.9 (71.4)     | 28.7 (83.7)     | 31.5 (88.7)     | 34.2 (93.6)     | 37.7 (99.9)     | 39.3 (102.7)    | 39.5 (103.1)    | 37.2 (99.0)     | 33.3 (91.9)     | 28.0 (82.4)     | 25.4 (77.7)     | 39.5 (103.1)    |
| 일평균 최고 기온 °C (°F)                                         | 4.1 (39.4)      | 5.5 (41.9)      | 10.2 (50.4)     | 16.3 (61.3)     | 21.9 (71.4)     | 26.5 (79.7)     | 29.8 (85.6)     | 29.7 (85.5)     | 24.0 (75.2)     | 17.5 (63.5)     | 11.1 (52.0)     | 6.1 (43.0)      | 16.9 (62.4)     |
| 일일 평균 기온 °C (°F)                                           | 0.4 (32.7)      | 1.1 (34.0)      | 4.8 (40.6)      | 10.2 (50.4)     | 15.6 (60.1)     | 20.2 (68.4)     | 23.0 (73.4)     | 22.8 (73.0)     | 17.6 (63.7)     | 11.8 (53.2)     | 6.4 (43.5)      | 2.4 (36.3)      | 11.4 (52.5)     |
| 일평균 최저 기온 °C (°F)                                         | −2.9 (26.8)     | −2.6 (27.3)     | 0.4 (32.7)      | 4.8 (40.6)      | 9.9 (49.8)      | 14.5 (58.1)     | 17.0 (62.6)     | 16.6 (61.9)     | 12.1 (53.8)     | 7.2 (45.0)      | 2.7 (36.9)      | −0.8 (30.6)     | 6.6 (43.9)      |
| 역대 최저 기온 °C (°F)                                           | −26.0 (−14.8)   | −30.3 (−22.5)   | −18.4 (−1.1)    | −11.1 (12.0)    | −8.4 (16.9)     | 0.7 (33.3)      | 3.6 (38.5)      | 3.8 (38.8)      | −5.1 (22.8)     | −11.4 (11.5)    | −21.7 (−7.1)    | −23.2 (−9.8)    | −30.3 (−22.5)   |
| 평균 강수량 mm (인치)                                            | 42 (1.7)        | 34 (1.3)        | 36 (1.4)        | 33 (1.3)        | 40 (1.6)        | 58 (2.3)        | 39 (1.5)        | 47 (1.9)        | 40 (1.6)        | 45 (1.8)        | 44 (1.7)        | 43 (1.7)        | 501 (19.7)      |
| 평균 강우일수                                                    | 12              | 11              | 11              | 11              | 10              | 11              | 8               | 7               | 10              | 11              | 13              | 14              | 129             |
| 평균 강설일수                                                    | 11              | 11              | 7               | 1               | 0               | 0               | 0               | 0               | 0               | 1               | 4               | 9               | 44              |
| 평균 상대 습도 (%)                                               | 85              | 81              | 75              | 68              | 69              | 67              | 63              | 61              | 68              | 76              | 82              | 85              | 73              |
| 평균 월간 일조시간                                               | 80.7            | 109.9           | 160.2           | 227.6           | 299.2           | 321.3           | 358.5           | 332.6           | 259.1           | 190.2           | 115.2           | 74.1            | 2,528.6         |
| 출처 1: Pogoda.ru.net (평년값: 1991년~2020년, 극값: 1886년~현재) |                 |                 |                 |                 |                 |                 |                 |                 |                 |                 |                 |                 |                 |
| 출처 2: 미국 해양대기청                                          |                 |                 |                 |                 |                 |                 |                 |                 |                 |                 |                 |                 |                 |

## 자매 도시
- 미국 세일럼 (1986)
- 독일 하이델베르크 (1991)
- 헝가리 케치케메트 (2006)
- 터키 에스키셰히르 (2007)
- 러시아 이르쿠츠크 (2008)
- 러시아 모스크바 (2008)
- 러시아 노보체르카스크 (2008)
- 러시아 옴스크 (2008)
- 불가리아 루세 (2008)

## 출신 유명인
- 야나 클로치코바 - 수영선수